# Mojave River
Der Mojave River ist ein Fluss in der Mojave-Wüste in Kalifornien. Er entspringt in den San Bernardino Mountains in der Nähe von Hesperia und mündet in den Soda Lake. In besonders Niederschlagsreichen Jahren kann der Fluss auch den Silver Lake nördlich von Baker erreichen. Die Länge des Flusslaufes beträgt 180 Kilometer.

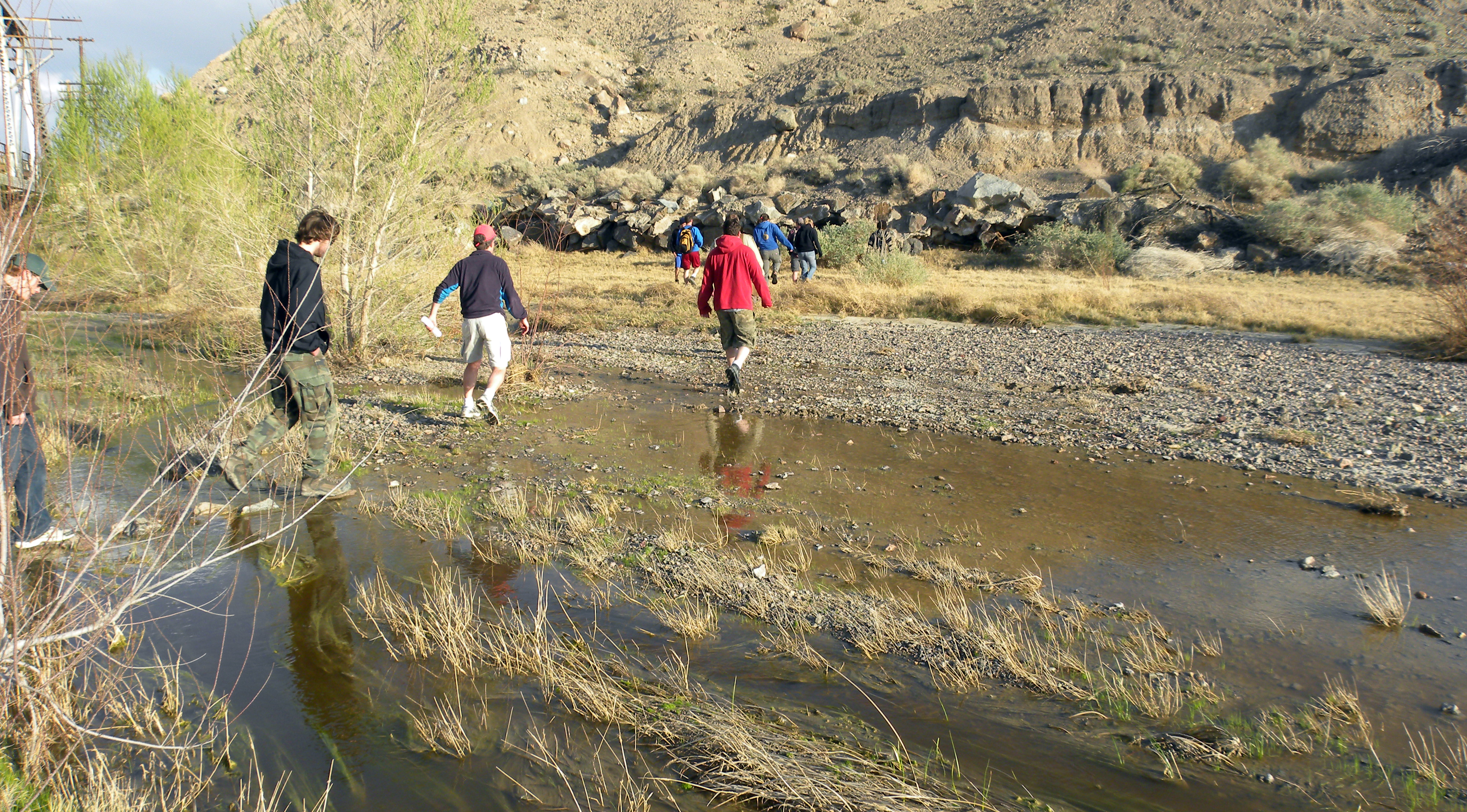
Mojave River im Afton Canyon

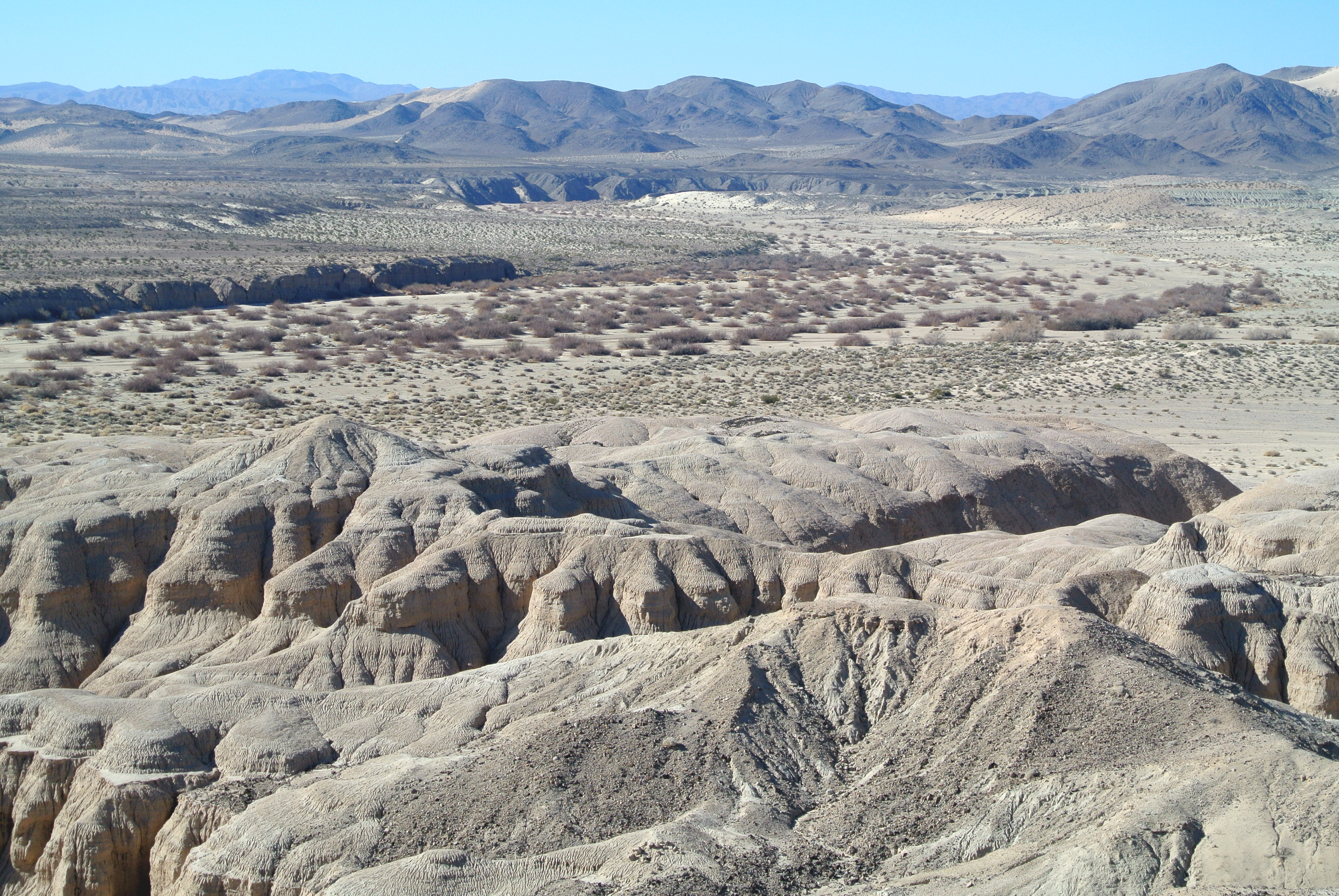
Bett des Mojave River in der Gegend des eiszeitlichen Lake Manix

Vor etwa 15.000 Jahren, als es im Quellgebiet in den San Bernardino Mountains noch schwere Schneefälle und sogar Gletscher gab, floss der Mojave bis in das Death Valley.